# Palpimanus transvaalicus
Espèce
Palpimanus transvaalicus est une espèce d'araignées aranéomorphes de la famille des Palpimanidae.

## Distribution
Cette espèce est endémique d'Afrique du Sud. Elle se rencontre au Nord-Ouest, dans l'État-Libre, au Cap-Oriental, au KwaZulu-Natal, au Gauteng, au Mpumalanga et au Limpopo.

## Description
Le mâle holotype mesure 4 mm.

## Étymologie
Son nom d'espèce lui a été donné en référence au lieu de sa découverte, le Transvaal.

## Publication originale
- Simon, 1893 : Études arachnologiques. 25e Mémoire. XL. Descriptions d'espèces et de genres nouveaux de l'ordre des Araneae. Annales de la Société Entomologique de France, vol. 62, p. 299-330 (texte intégral).